# Joachim Puchner
Joachim Puchner (Vöcklabruck, 25 settembre 1987) è un ex sciatore alpino austriaco.
È fratello di Mirjam, a sua volta sciatrice alpina di alto livello.

## Biografia

### Stagioni 2003-2010
Specialista delle prove veloci originario di Sankt Johann im Pongau e attivo in gare FIS dal dicembre del 2002, Puchner ha esordito in Coppa Europa il 23 gennaio 2004 ad Altenmarkt-Zauchensee in supergigante, classificandosi 90º, e ha conquistato il primo risultato di prestigio della carriera nel 2007, aggiudicandosi la medaglia d'argento nella medesima specialità ai Mondiali juniores di Altenmarkt-Zauchensee/Flachau.
Il 4 dicembre 2008 ha ottenuto il primo podio nel circuito continentale, il 3º posto nel supergigante di Reiteralm, mentre il 16 gennaio 2009 ha disputato la sua prima gara in Coppa del Mondo, la supercombinata di Wengen, in cui è uscito nella seconda manche. Per ottenere i primi punti nel massimo circuito internazionale ha dovuto aspettare undici mesi fino a quando, il 4 dicembre seguente, è arrivato 20º nella supercombinata di Beaver Creek. Il 5 marzo 2010 ha colto a Sarentino in supergigante la sua prima vittoria in Coppa Europa.

### Stagioni 2011-2017
Ha partecipato a un'edizione dei Campionati mondiali, Garmisch-Partenkirchen 2011, dove si è classificato 12º nella supercombinata. Ha ottenuto il primo podio in Coppa del Mondo il 13 marzo 2011, chiudendo 3º nel supergigante di Lillehammer Kvitfjell vinto da Didier Cuche; pochi giorni dopo, il 16 marzo, ha migliorato questa prestazione giungendo 2º nella discesa libera di Lenzerheide, l'ultima della stagione, preceduto di un solo centesimo dal francese Adrien Théaux. Il 25 novembre 2012 ha colto a Lake Louise in supergigante il suo ultimo podio in Coppa del Mondo (3º).
Nella stagione 2014-2015 in Coppa Europa ha vinto la classifica di discesa libera. Si è ritirato al termine della stagione 2016-2017; la sua ultima gara in Coppa del Mondo è stata la discesa libera disputata a Kitzbühel il 21 gennaio, chiusa al 45º posto, mentre ha l'ultima gara in carriera è stata una gara FIS a Innerkrems l'11 marzo successivo, chiusa da Puchner all'8º posto.

## Palmarès

### Mondiali juniores
- 1 medaglia:
  - 1 argento (supergigante ad Altenmarkt-Zauchensee/Flachau 2007)

### Coppa del Mondo
- Miglior piazzamento in classifica generale: 21º nel 2012
- 3 podi:
  - 1 secondo posto
  - 2 terzi posti

### Coppa Europa
- Miglior piazzamento in classifica generale: 5º nel 2010
- Vincitore della classifica di discesa libera nel 2015
- 9 podi:
  - 3 vittorie
  - 4 secondi posti
  - 2 terzi posti

#### Coppa Europa - vittorie
| Data             | Località              | Paese    | Specialità |
| ---------------- | --------------------- | -------- | ---------- |
| 5 marzo 2010     | Sarentino             | Italia   | SG         |
| 15 gennaio 2015  | Altenmarkt-Zauchensee | Svizzera | DH         |
| 22 febbraio 2017 | Sarentino             | Italia   | DH         |

Legenda:
DH = discesa libera
SG = supergigante

### Campionati austriaci
- 5 medaglie[4]:
  - 1 oro (supercombinata nel 2010)

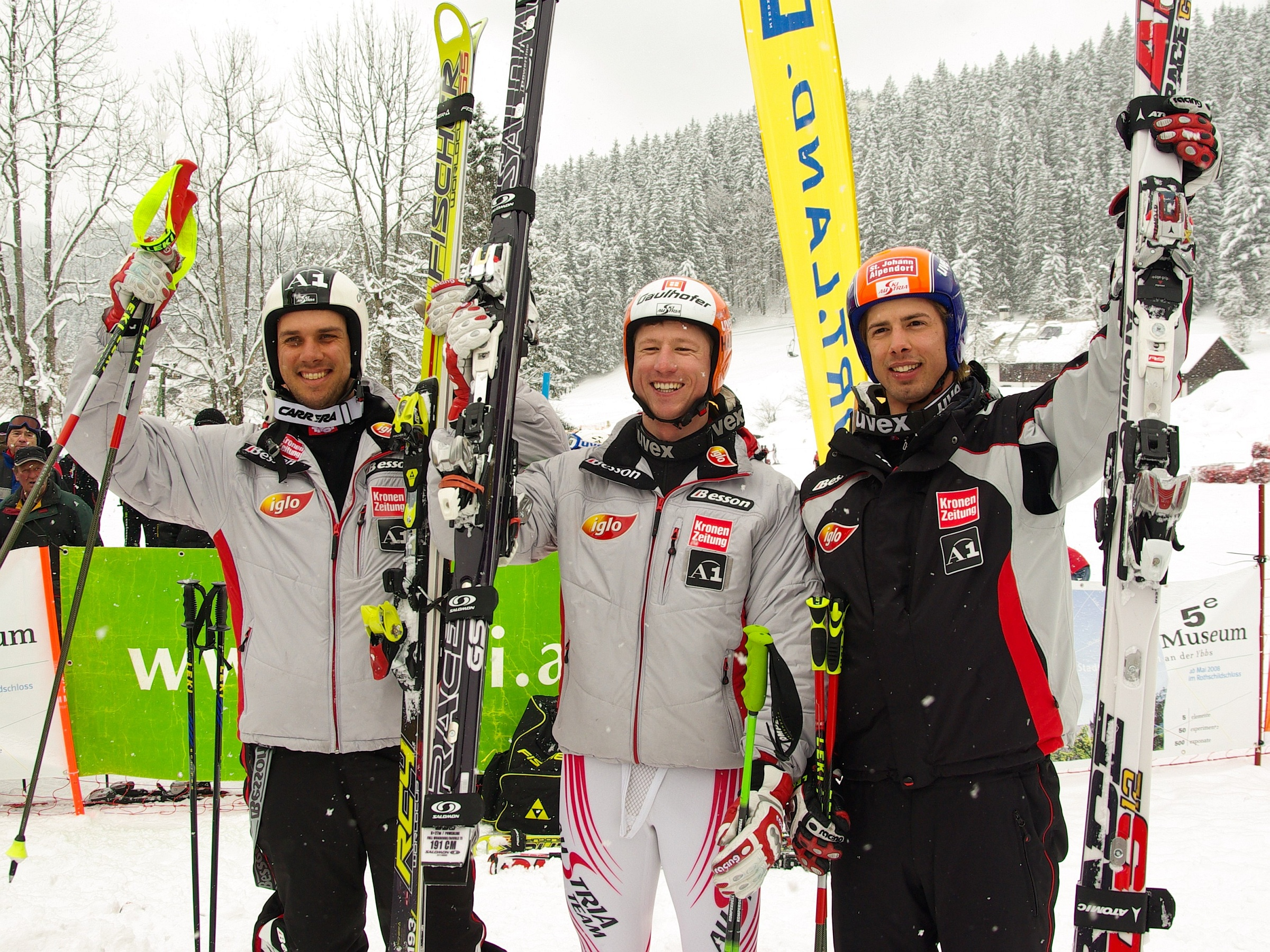
Il podio dello slalom gigante ai Campionati austriaci di sci alpino 2009, con Joachim Puchner (bronzo, a destra) accanto a Hannes Reichelt (oro, al centro) e a Mario Matt (argento, a sinistra)

  - 1 argento (supergigante nel 2011)
  - 3 bronzi (slalom gigante nel 2009; discesa libera nel 2011; supergigante nel 2012)

### Campionati austriaci juniores
- 3 medaglie[4]:
  - 3 bronzi (slalom gigante nel 2004; supergigante, slalom gigante nel 2006)